# قوات الجليل
قوات الجليل هي ميليشيا فلسطينية قاتلت إلى جانب الحكومة السورية أثناء الحرب الأهلية السورية. وهي تعمل بصفتها الجناح المسلح لحركة شباب العودة الفلسطينية.